# Danny Amankwaa
Danny Kwasi Amankwaa (* 30. Januar 1994 in Oagaer) ist ein dänischer Fußballspieler ghanaischer Herkunft.

## Karriere

### Verein
Danny Amankwaa wurde im Jahr 1994 im dänischen Oagaer geboren. Seine Fußballkarriere begann er beim Brønshøj BK im gleichnamigen Kopenhagener Stadtteil. Im Alter von 18 Jahren wechselte er zum größten Verein der Stadt, zum FC Kopenhagen. Als Teil der U-19-Mannschaft des Hauptstadtklubs debütierte er als Profi am 29. Oktober 2012 in der Superliga gegen den AC Horsens, als er für Martin Vingaard eingewechselt wurde. Als Ergänzungsspieler gewann er mit dem Verein in den folgenden fünf Jahren drei Meisterschaften und feierte drei Pokalsiege. Im Januar 2018 verließ er Dänemark und unterschrieb einen 1,5-Jahres-Vertrag in Schottland bei Heart of Midlothian.

### Nationalmannschaft
Danny Amankwaa spielte von 2009 bis 2015 in verschiedenen Juniorennationalmannschaften des dänischen Fußballverbandes. Mit der U-17-Mannschaft nahm er im Jahr 2011 an der Welt- und Europameisterschaft teil. Größter Erfolg war dabei der Halbfinaleinzug bei der EM in Serbien.

## Erfolge
- Dänischer Meister (3): 2013, 2016, 2017
- Dänischer Pokalsieger (3): 2015, 2016, 2017